# ساموئل سی. کرفتز
ساموئل سی. کرفتز (به انگلیسی: Samuel C. Crafts) سناتور سابق عضو حزب ویگ بود. وی در سال ۱۸۴۲ تا ۱۸۴۳ میلادی سناتور ایالت ورمانت در سنای ایالات متحده آمریکا بود.